# Opper-Lausitzs voetbalkampioenschap 1913/14 (Midden-Duitsland)
In 1913/14 werd het derde Opper-Lausitzs voetbalkampioenschap  gespeeld, dat georganiseerd werd door de Midden-Duitse voetbalbond. Budissa Bautzen werd kampioen en plaatste zich zo voor de Midden-Duitse eindronde. De club had een bye in de eerste ronde en verloor in de tweede ronde met 4-0 van Dresdner FC Fußballring. 
In maart 1913 fuseerden VfB 08 Bautzen en SK 1909 Bautzen tot SpVgg Bautzen.

## 1. Klasse
| Plaats | Club               | Wed. | W | G | V | Saldo | Ptn.  |
| ------ | ------------------ | ---- | - | - | - | ----- | ----- |
| 1.     | FK Budissa Bautzen | 4    | 2 | 0 | 2 | 09:03 | 04:04 |
| 2.     | Zittauer BC        | 4    | 2 | 0 | 2 | 05:10 | 04:04 |
| 3.     | SpVgg 1908 Bautzen | 4    | 1 | 0 | 3 | 05:06 | 02:06 |

De wedstrijd SpVgg Bautzen-Budissa Bautzen werd niet gespeeld en als scoreloze nederlaag voor beide clubs geteld. 
|  | Play-off voor de titel |

|              |                    |       |             |       |
| 8 maart 1914 | FK Budissa Bautzen | 4 – 1 | Zittauer BC | Löbau |
| 8 maart 1914 |                    |       |             | Löbau |